# Fulco de Marsella
Fulco de Marsella, Fulco de Tolosa, Folquet de Marsella o Foulques (Marsella, ca. 1155 - 25 de diciembre de 1231) fue un obispo católico, trovador y poeta francés.
Su familia provenía de Génova. Inicialmente se dedicó al comercio y luego fue trovador de gran fama. Sus obras poéticas de amor promovían también las cruzadas realizadas a Oriente y contienen consejos morales. 

## Biografía
En 1195 se hizo monje cisterciense en la abadía de Thoronet. En 1201 fue nombrado abad de ese mismo monasterio. Fue ordenado obispo de Toulouse cuatro años después. Desde esa responsabilidad, Fulco tuvo ocasión de conocer a Domingo de Guzmán al serle encargada la misión de predicar en la ciudad como fundador de la nueva congregación fundada inicialmente como respuesta al surgimiento y expansión del catarismo en la región. 
Participó en el IV concilio de Letrán viajando a Roma acompañado por Domingo donde apoyó el reconocimiento de la Orden de Predicadores. La respuesta de Inocencio III es que el grupo de predicadores que combatía la herejía en Tolosa se diera una regla y un consuetudinario y que solo entonces podrían obtener la confirmación papal. Sí le fue recriminado sin embargo, por el conde de Foix, su pasado como trovador y sus poemas encuadrados dentro de las composiciones de amor de la época, con trasfondo doctrinal a menudo de lo que entonces se calificaba como herejía cátara.
Se hizo cargo de la formación de la llamada militia Christi o “compañía blanca” de la cité de Toulouse (parte antigua o vieja de la ciudad), en 1209, en el transcurso de la cruzada albigense; combatientes ligados a él por juramento con el objetivo de perseguir a sospechosos de herejía y usureros. En una ciudad donde eran frecuentes las batallas de clases entre sus habitantes, Fulco se convierte en “jefe” del partido que defiende las más pobres, artesanos principalmente frente a mercaderes enriquecidos. Poco más tarde le fueron otorgadas, a él y su hijo, las tierras conquistadas de Verfeil, en reconocimiento, por parte del jefe militar de la cruzada, Simón de Montfort.
A finales de 1215, desde su posición de obispo, fijó una serie de objetivos para la orden dominicana:

Extirpar la corrupción de la herejía, desterrar los vicios, enseñar las reglas de la Fe, inculcar a los hombres costumbres sanas...

En 1221 viajó de nuevo a Roma, acompañado por monjes cistercienses de la abadía de Grandselve, obteniendo el reconocimiento oficial de la fundación de la Orden iniciada en Prouilhe, Fanjeaux, de Domingo de Caleruega. En 1229 fundó la Universidad de Toulouse.

## En laDivina Comedia
Es mencionado por Dante como el único trovador que se encuentra en el canto IX del Paraíso.